# Lignol-le-Château
Lignol-le-Château é uma comuna francesa na região administrativa de Grande Leste, no departamento de Aube. Estende-se por uma área de 21,85 km². Em 2010 a comuna tinha 200 habitantes (densidade: 9,2 hab./km²).